# Charmouth
Charmouth – wieś w Anglii, w hrabstwie Dorset, w dystrykcie (unitary authority) Dorset. Leży 34 km na zachód od miasta Dorchester i 212 km na południowy zachód od Londynu. Miejscowość liczy 1687 mieszkańców.